# Coridă

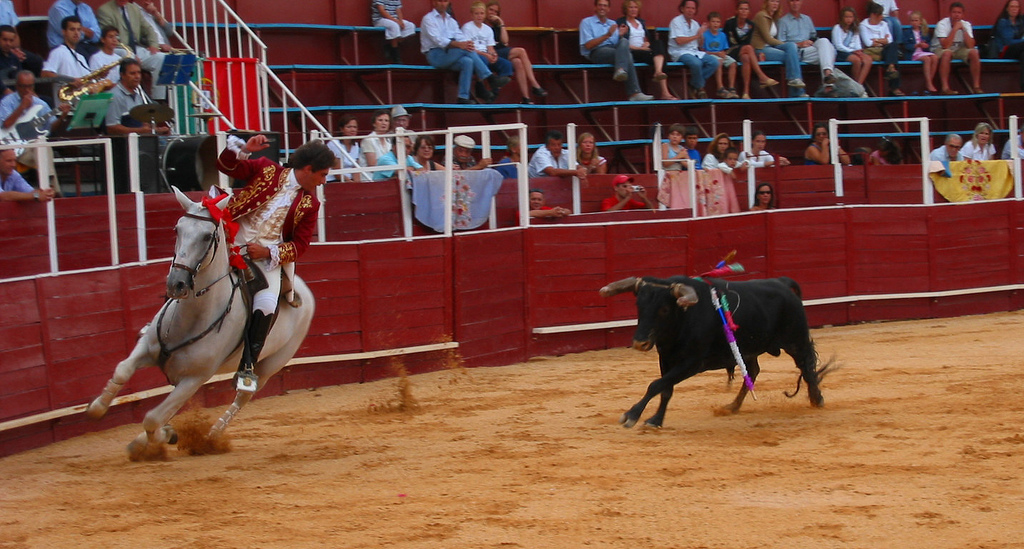
Cavaleiro și taur

Corida (din spaniolă corrida) este o luptă cu tauri, organizată ca spectacol, practicată mai ales în Spania, în țările Americii Latine, Portugalia și în sudul Franței. Ca o regulă de aur, niciun taur de arenă nu trebuie să cântărească sub 460 kg.
Arta de a lupta cu taurii în arenă după regulile coridei poartă denumirea de tauromahie (din franceză tauromachie, cf. greacă tauros – taur + mache – luptă).

## Istoric

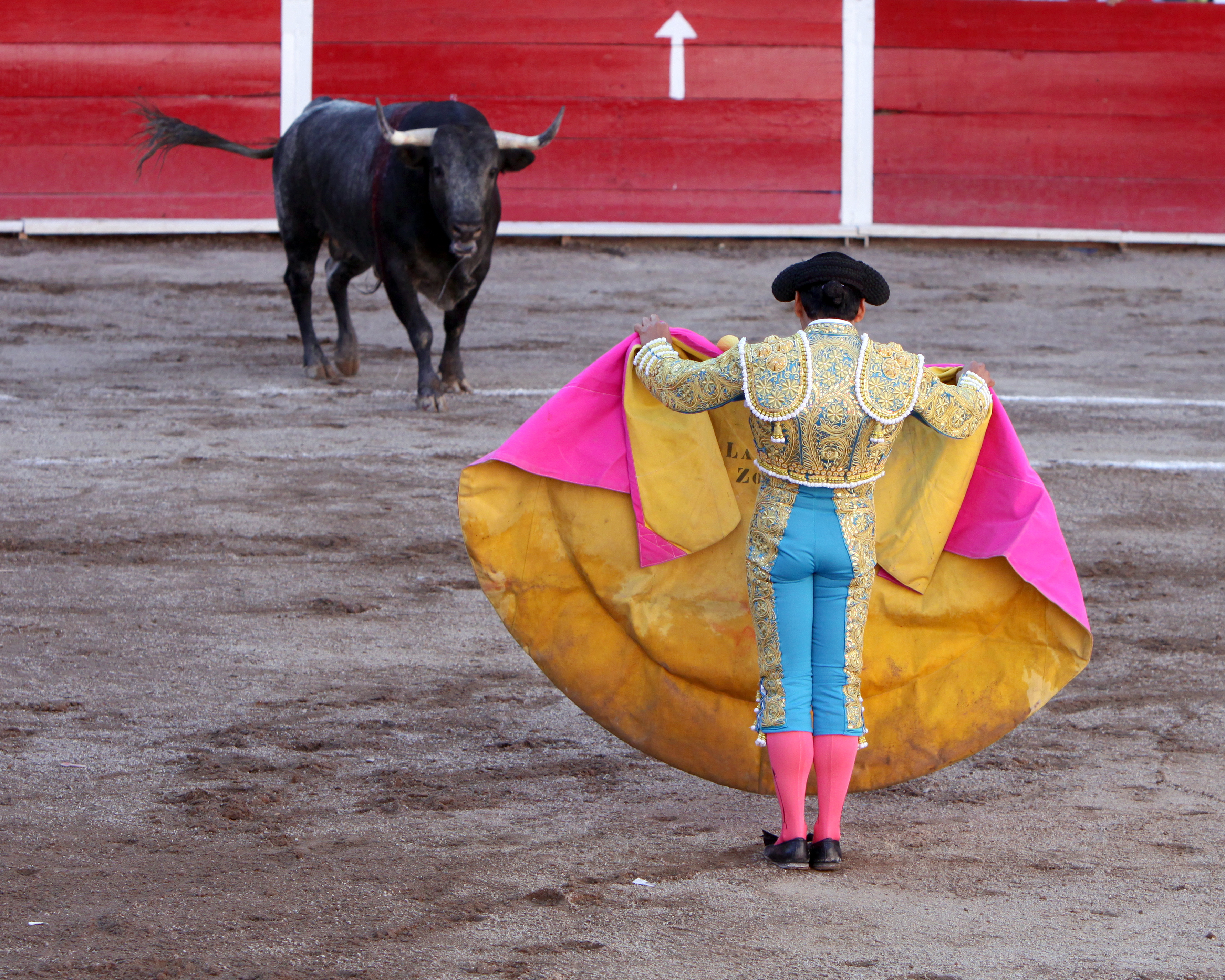
Matadorul față în față cu taurul

Nu se știe cu exactitate când anume a început să se practice corida, dar există date veridice despre existența unor ritualuri în care erau sacrificați taurii încă din anul 1500 î.Cr. Se presupune că originea coridei se regăsește în sacrificarea ritualică a animalelor, închinată zeilor. Un lucru cert este că din timpul domniei vizigoților în regiunea munților Pirinei (din 415 d.Cr. până în 711) luptele cu taurii au devenit extrem de populare.
Originile coridelor în forma actuală datează din secolele al XVI-lea și al XVIII-lea, fiind foarte sprijinite pe atunci de Casa de Austria. Felipe al V-lea, primul rege Bourbon, educat la Versailles a fost primul rege care s-a opus coridelor, dar succesorul său, Fernando al VII-lea a fost cel care a încurajat școlile de toreadori (Escuelas de Tauromaquia).
Locul în care se desfășoară coridele se numește La Maestranza sau Plaza de Torros, iar aici, a ieși pe poarta prințului (La puerta del Principe), purtat pe umeri, este cea mai mare aspirație a unui toreador profesionist. În zilele noastre acest lucru se întâmplă atunci când un toreador se retrage din activitate, moment în care își taie și codița, pe care majoritatea toreadorilor o poartă ca un simbol al toreadorilor.
Sezonul coridelor începe în Duminica Învierii și ține până în toamnă, în ziua Sfinților Mihail și Gavriil, în Spania denumită San Miguel. Cei mai celebri toreadori luptă în fiecare an în special în timpul celei mai renumite sărbători, La Feria de Abril.
În sec. al XVI-lea, papa Pius al V-lea a interzis coridele, motivul invocat fiind că acea competiție are origine păgână, dar și pentru că e periculoasă pentru viața participanților. El a hotărât că oricine va sponsoriza, va urmări ori va participa la vreo coridă va fi excomunicat. Bula lui a fost ignorată de autoritățile spaniole și cele portugheze din acea vreme, fiind interesate să mențină tradiția. Următorul papă a încercat să anuleze pedeapsa, fără succes. Matadorii care vor închina uciderea taurului, în timpul coridei, în cinstea lui Cristos ori a vreunui sfânt, tot nu vor scăpa de excomunicare. De asemenea, preoții catolici nu au voie să participe la coride. 

## Modul de desfășurare

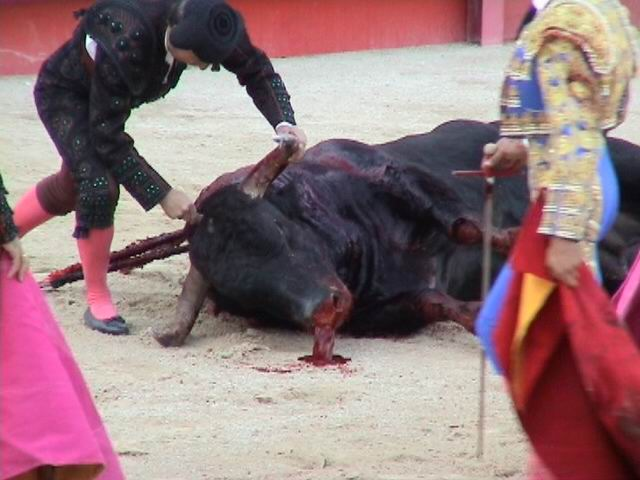
Taurul este omorât cu un pumnal

Coridele, deși blamate de diferite culturi, sunt considerate un produs al artei pure în Spania. Corida înseamnă victoria omului asupra unuia dintre cele mai de temut animale: taurul. Totul contează, conduita celor care se află în arenă dar mai ales egalitatea între forțe. Din această cauză taurul este rănit la începutul fiecărei lupte, pentru a egala astfel șansele între luptători.
O coridă cunoaște 4 etape: În prima fază, toreadorii merg în capela din interiorul incintei și se roagă, după care intră în ring. Lupta propriu-zisă cunoaște și ea trei etape: intră în ring „vara”, cel care testează puterea taurului (acesta este călare), acesta îi slăbește puterile taurului cu niște săbii speciale. Intră apoi în ring „los tercios de banderillas” cei care testează starea animalului după pedeapsă. În faza a treia, care se numește „muletas”, matadorul și taurul stau față în față și se înfruntă în arenă.
Toți cei care participă la coridă se numesc toreadori, însă cel care aplică lovitura de grație și îngenunchează taurul este matadorul (din spaniolă matador, provenit din spaniolă matar – a ucide). După fiecare victorie, matadorul taie urechile taurului și le prezintă publicului.
Cea de-a patra etapă a coridei este etapa premiilor. Publicul tace în semn de pedeapsă sau ignorare a matadorului dacă acesta nu a avut o evoluție spectaculoasă, sau este primit cu urale sau cu trandafiri aruncați spre el.

## Declinul

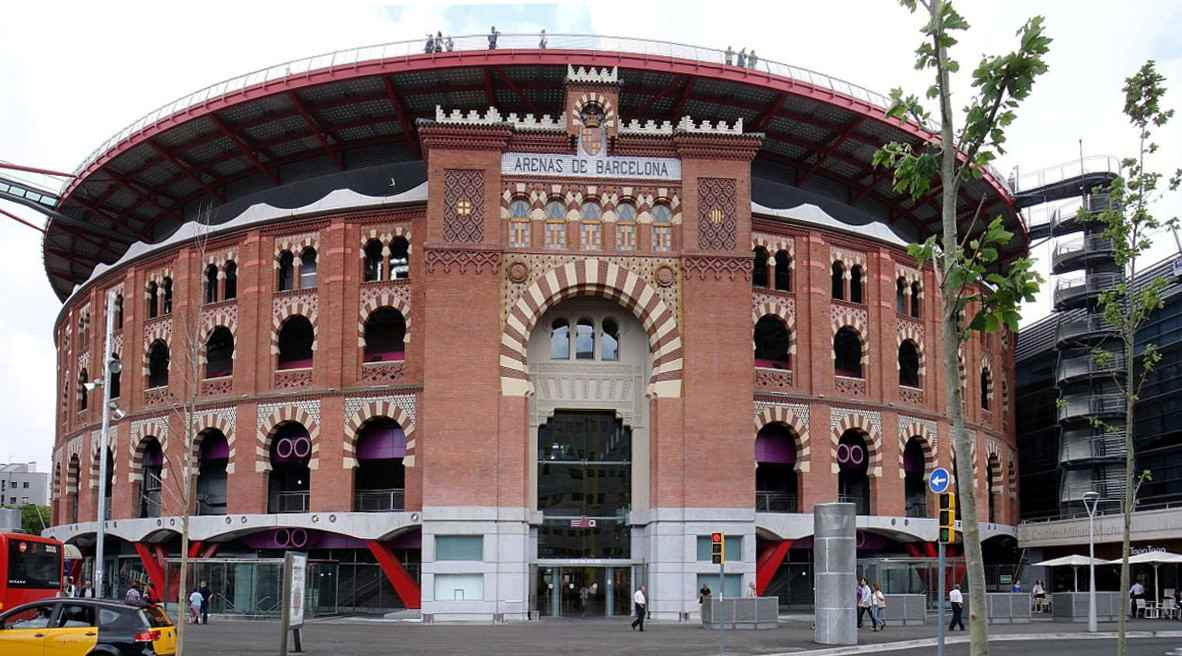
Arena pentru lupte cu tauri din Barcelona, Catalonia

La 28 iulie 2010, regiunea autonomă Catalonia a adoptat o lege prin care interzice desfășurarea coridelor. Legea, semnată de 180.000 de persoane (în special iubitori de animale sau persoane care considerau obiceiul barbar și învechit) și votată în Parlament cu 68 de voturi pentru, 58 împotrivă și 9 abțineri, a intrat în vigoare din ianuarie 2012. Declinul coridelor, în ciuda reprezentativității lor pentru Spania, s-a tradus prin interesul scăzut al spectatorilor și profitul tot mai scăzut al acestei afaceri.
În septembrie 2011, la ultima luptă cu tauri din istoria Cataloniei, desfășurată la uriașa arenă Plaça de Toros Monumental, cunoscută și ca La Monumental, din Barcelona, inaugurată în anul 1914, au fost prezenți aproximativ 20.000 de spectatori.
Catalonia este a doua regiune din Regatul Spaniei care scoate luptele cu tauri în afara legii, după ce Insulele Canare au făcut același lucru în anul 1991.

## Un nou reviriment?
Pe de altă parte, guvernul spaniol, condus de conservatorului Rajoy, a decis că luptele cu tauri vor fi din nou difuzate la televiziunea publică, după ce transmisia lor fusese interzisă în 2006, de guvernul socialist, aflat pe atunci la guvernare, pe motiv că prețul drepturilor de difuzare era prea mare. În acceași idee, se așteaptă ca, în curând, guvernul spaniol să dea o lege prin care să recunoască luptele cu tauri drept parte a culturii spaniole. Aceasta ar însemna că luptele cu tauri ar putea fi din nou permise în zone care au reușit să le scoată în afara legii, cum sunt Catalonia și Insulele Canare.

## Corida în sudul Franței
Asociațiile de protecție a animalelor din Franța, susținute public de cunoscuta militantă pentru drepturile animalelor Brigitte Bardot, au cerut Curții Constituționale scoaterea coridelor în afara legii și în Franța. Susținătorii coridelor susțin că acestea fac parte din patrimoniul cultural al unor oraș precum Nîmes sau Bayonne. În plus, aduc venituri importante, pentru că la luptele de tauri asistă zeci de mii de turiști.
Având în vedere excepția din codul penal reprezentată de „tradiția locală neîntreruptă”, la 21 septembrie 2012 Consiliul Constituțional a decis că această excepție se aplică atât regiunilor din Franța unde lupta cu taurii este tradițională, cât și Insulelor Antile, unde luptele între cocoși sunt tradiționale. Prin urmare, în sudul Franței luptele cu tauri rămân legale.

## Corida în Portugalia
Există diferențe semnificative între luptele cu taurii din Portugalia și cele din Spania. Cea mai importantă diferență constă în faptul că în Portugalia, taurii nu sunt sacrificați la sfârșitul spectacolului. Această regulă a fost instituită în prima jumătate a secolului al XIX-lea, printr-un decret dat de regele portughez Manuel al II-lea .